# Giorgi Latsabidze
Giorgi Latso (gruzínsky გიორგი ლაცაბიძე, * 15. dubna 1978 Tbilisi) je gruzínský pianista a hudební skladatel.

## Život
Giorgi Latso se narodil v Tbilisi v Gruzii v nemuzikální rodině, nicméně již ve třech letech začal hrát na klaviaturu. V pěti začal s klavírem a v deseti již vystupoval na koncertech s orchestrem.
Gruzínské prezidentské studium umožnilo jeho studium na Tbiliské státní konzervatoři v letech 1996–2001. Magisterské a umělecké tituly pak získal na Hochschule für Musik, Theater und Medien Hannover v Hannoveru v Německu, na Mozarteu v Salcburku v Rakousku a titul Doctor of Musical Arts (D.M.A.) na USC Thornton School of Music na Univerzitě Jižní Karolíny. Jeho učiteli byli mj. Rusudan Chodzava, Lazar Berman a Stewart L. Gordon.
Latso vystupoval na většině hlavních festivalů: v Salcburku, Vídni, Berlíně, Mannheimu, Florencii, Lisabonu, Pekingu, Honolulu, na Arturo Benedetti Michelangeli International Piano Festival a také na Monte-Carlo Piano Masters. Jeho repertoár zahrnuje všechny historické epochy, zejména však preferuje hudbu 19. století.
Složil hudbu pro film Waltz-Fantasy a získal ocenění na filmovém festivalu v Bologni.
Nahrál rovněž 24 etud a 24 preludií (op. 28) od Chopina, Goldbergovy variace, BWV 988 od J. S. Bacha, 12 transcendentálních etud od Ference Liszta, 12 preludií od Clauda Debussyho a další. Spolupracoval s polskou houslistkou Irminou Trynkos a pracoval též s hudebníky jako Ernest Fleischmann, Gianluigi Gelmetti, Jansug Kakhidze, Friedrich Kleinhapl, Ivo Pogorelić, Yundi Li, Freddy Kempf, Joaquín Soriano, David L. Wen a dalšími.
V roce 2010 dělal Latsabidze předsedu International Piano Performance Examination Committee (tj. Mezinárodní zkušební výbor pro hru na klavír) na Tchaj-wanu. V témže roce debutoval ve Wingmore Hall v Londýně, kde měla premiéru jeho nová kompozice pro housle a klavír nazvaná Cyber Moment, kterou složil speciálně pro tuto příležitost.
V červnu 2011 vystoupil na benefičním koncertu v koncertní síni Triesner Guido-Feger pod záštitou Marie, kněžny lichtenštejnské. Tato událost představila 24 preludií od F. Chopina, Op. 28 a Kreislerianu od Roberta Schumanna.
Jeho interpretace byly vysílány v rádiích a televizích v USA, Evropě, Asii i jinde.
Latso byl zahrnut do 65. vydání Who's Who in America a Who's Who in American Art 2001.
Roku 2012 byl pozván papežem Benediktem XVI. do jeho rezidence ve Vatikánu.

## Vlivy
Dle Latso jej inspirovali tito pianisté: Maria João Pires, Vladimir Sofronickij, Dinu Lipatti a Vladimir Horowitz.

## Úspěchy v soutěžích

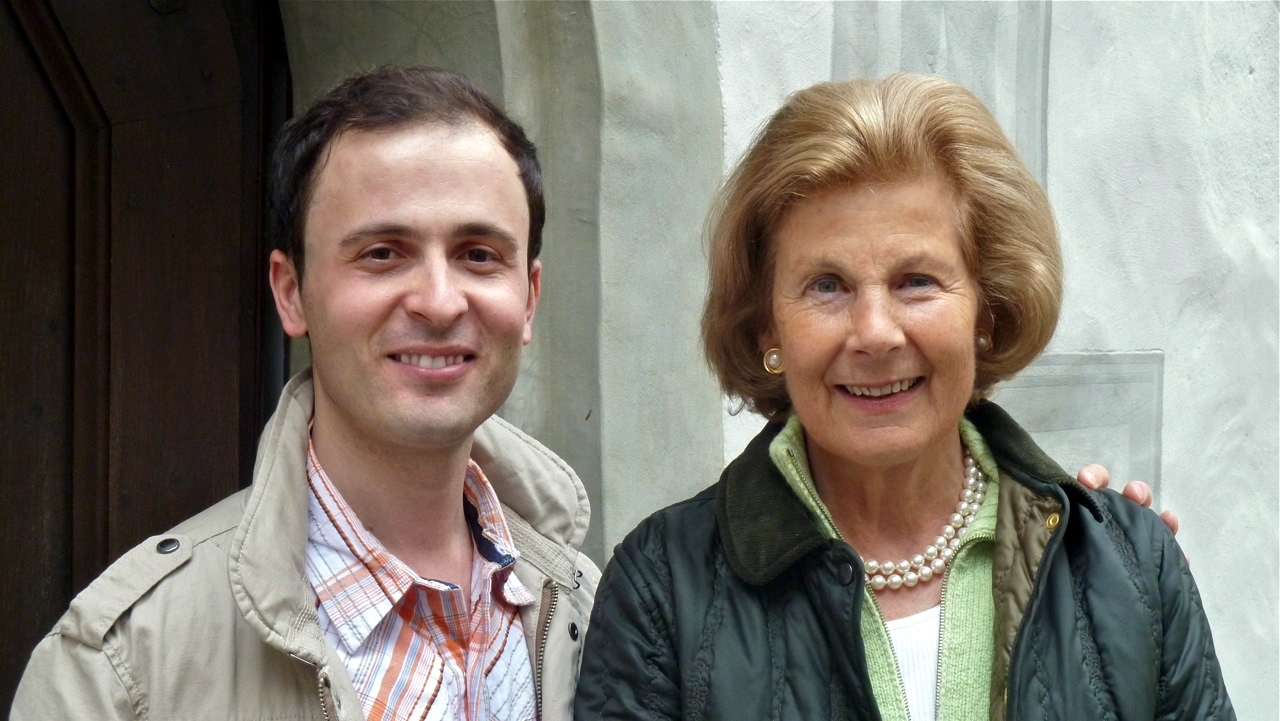
Marie, kněžna lichtenštejnská a Giorgi Latso

Latso vyhrál první cenu v mezinárodní klavírní soutěži Nikolaje Rubinsteina ve Francii (1999) a třetí cenu na mezinárodní soutěži Ennio Porrino v Itálii (1998). Vyhrál rovněž ceny v soutěži Yehudiho Menuhina v Salcburku v Rakousku (2005) a na Young Artist International Piano Competition v Los Angeles (2006). Získal řadu významných ocenění.

## Pedagogická kariéra
Vyučoval a koncertoval ve střední a východní Evropě, Asii, jižní Americe a Spojených státech. Působí jako koncertní pianista, kolaborující umělec, profesor a mezinárodní porotce. V letech 2007–2010 působil jako prezident oddělení Music Teachers National Association na Thornton School of Music na Univerzitě Jižní Karolíny v Los Angeles. Na této univerzitě také učil, stejně jako na Azusa Pacific University a Glendale Community College.

## Diskografie
- 2005: DVD: Giorgi Latsabidze auf den Spuren von Wolfgang Amadeus Mozart
- 2007: DVD: Twilight's Grace (hudba k filmu)
- 2008: CD: Johannes Brahms: The Piano Quintet in F minor, Op.34
- 2009: CD/DVD: Latsabidze The Recital
- 2009: CD: Schumann: Frauenliebe und -leben; Debussy: Ariettes oubliées
- 2010: CD/DVD: Giorgi Latsabidze plays Claude Debussy
- 2010: DVD: The IG-Duo performs works by Szymanowski, Brahms, Bizet-Waxman, Latsabidze
- 2011: CD: Giorgi Latsabidze: The Composer & Transcriber
- 2011: CD/DVD: Frédéric Chopin: 24 Preludes, Op.28; Robert Schumann: Kreisleriana
- 2011: DVD: Mozart Piano Concerto No. 21in C major, K. 467